# Saint-Médard (Soissons)

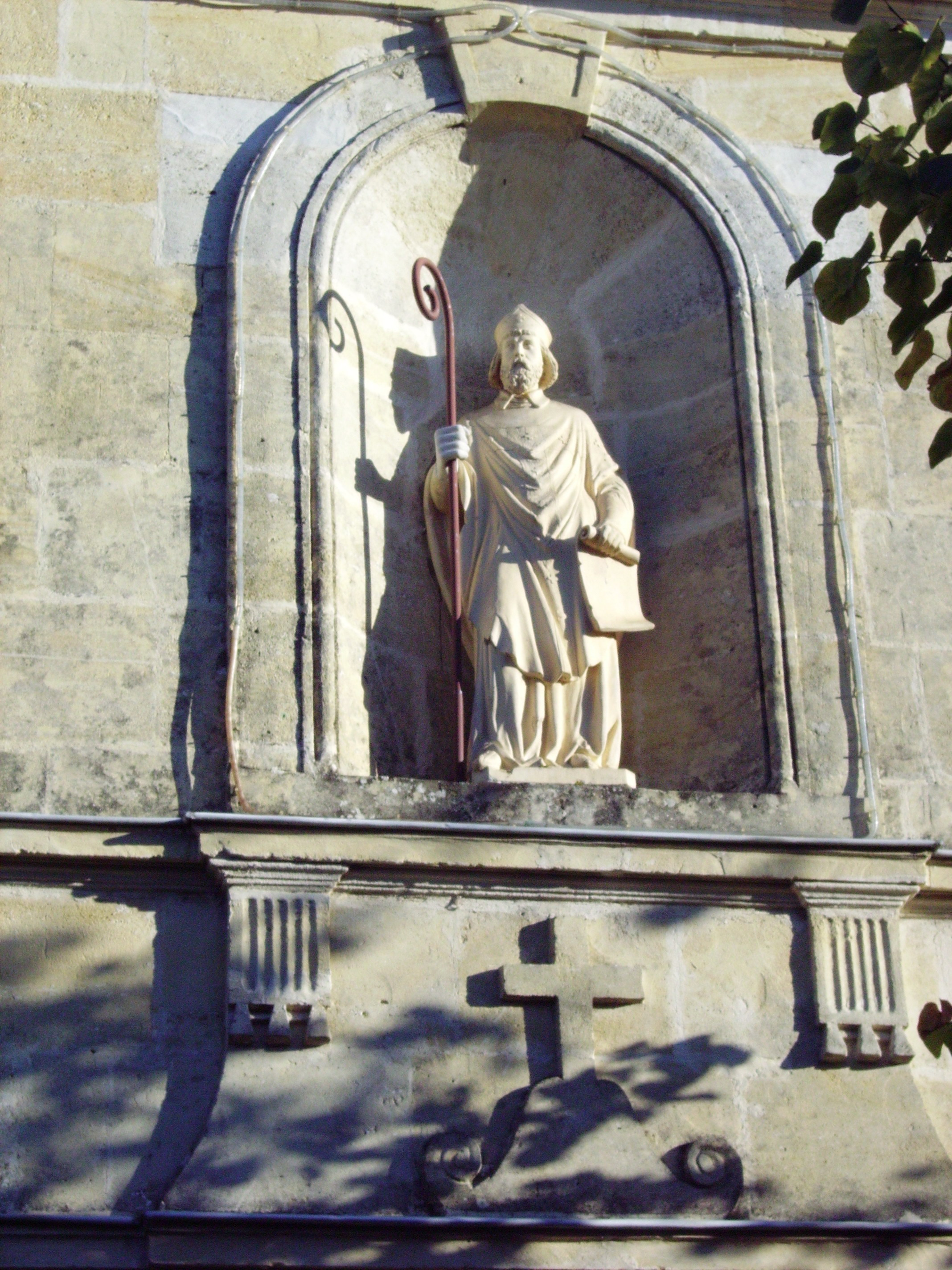
Statue in Saint-Médard-d'Eyrans

Saint-Médard war ein Benediktinerkloster in Soissons in Nordfrankreich. 

## Geschichte
Die Abtei wurde im Jahr 557 vom fränkischen König Chlothar I. gegründet. Er ließ die Gebeine des hl. Medardus nach Soissons übertragen und über dem Grab des Heiligen mit dem Bau einer großen Kirche beginnen, während das Grab selbst zunächst durch ein hölzernes Mausoleum geschützt wurde. Noch vor der Fertigstellung der Kirche verstarb Chlothar, und erst sein Sohn Sigibert konnte die Kirche vollenden und ausschmücken. Beide merowingische Bauherren wurden in dieser Kirche („in basilicam“) vor dem Medardusgrab („ante tumulum“) beigesetzt. Der fränkischsprachige König Chilperich I. verfasste um 575 einen lateinischen Hymnus auf den heiligen Medardus, der sich in einer einzigen Handschrift erhalten hat.
Auch unter den Karolingern behielt die Abtei eine herausragende Stellung. 751 wurde hier der letzte Merowinger Childerich III. geschoren. In Saint-Médard fand am 13. November 833 die von Lothar I. befohlene und von Erzbischof Ebo von Reims geleitete Kirchenversammlung statt, die Kaiser Ludwig den Frommen zum zweiten Mal entmachtete. Ludwig wurde gezwungen, ein vorher aufgesetztes Schuldbekenntnis zu verlesen, seine Waffen abzulegen, ein Büßergewand anzuziehen, der Welt zu entsagen und sich des Throns unwürdig zu erklären.
Laienäbte von Saint-Médard waren u. a. die Karolinger
- Karlmann, 860–870, Sohn Karls des Kahlen
- Heribert II., 907–943, Graf von Vermandois
- Heribert der Alte, 946–980/984, dessen Sohn, Graf von Meaux und Graf von Troyes

Von den Normannen und den Magyaren zerstört wurde Saint-Médard im 11. Jahrhundert wiederaufgebaut. Während der Hugenottenkriege wurde die Abtei 1567 zerstört, ab 1630 teilweise erneuert und schließlich 1793 bis auf die Krypta niedergelegt.
Aus dem Skriptorium des Klosters stammt das Évangéliaire de Saint-Médard de Soissons (Evangeliar aus Saint Médard in Soissons), ein Manuskript, das in den letzten Jahren Karls des Großen in der Pfalzschule in Aachen angefertigt wurde. Es ist aufgrund des Aufwands, der für seine Herstellung betrieben wurde, und des Ausmaßes der Komposition (zum Beispiel der Größe der gemalten Evangelisten) und der Qualität seiner Vielfarbigkeit eines der repräsentativsten Exemplare karolingischer Buchmalerei am Beginn des 9. Jahrhunderts.
Otto von Corvin schreibt in seinem kirchenkritischen Pfaffenspiegel, das Kloster sei eine Art „Fabrik von falschen Dokumenten“ gewesen, mit denen die Kirche nicht bestehende Besitzrechte nachgewiesen habe: „Der Mönch Guernon beichtete auf dem Sterbelager, dass er ganz Frankreich durchzogen habe, um für Klöster und Kirchen falsche Dokumente zu machen. Da war es denn freilich kein Wunder, dass zur Zeit der Revolution das Vermögen der Geistlichkeit in Frankreich auf 3.000 Millionen Franken angeschlagen werden konnte!“ [5. Auflage, S. 285].
Zu den sonderbaren Legenden des Klosters zählen auch die Relikte der angeblich dort aufbewahrten Gegenstände von Jesus’ Milchzahn, eines Stücks seiner Nabelschnur und gar ein Teil seiner Penisvorhaut nach der Beschneidung. Das kann ja aber schon aus logischen Gründen nicht zutreffen. Einen Beleg für das dort oft zitierte Vorhandensein von Marias Schuh konnte ich bis anhin nicht eruieren.

## Bauten und Anlage
Der französische Kunsthistoriker Lefevre-Pontalis erschließt für die Abteikirche von Saint-Médard von den Schriftquellen ausgehend vier aufeinander folgende Bauphasen des 6., des 9., des 12. und des 16. Jahrhunderts. Die Entstehungszeit der heute einzig von dem Sakralbau noch erhaltenen Krypta ist in der Literatur umstritten. Lefevre-Pontalis setzt ihre Entstehung zwischen 826 und 841 an, dem widerspricht Jacobsen und datiert sie in die erste Hälfte des 11. Jahrhunderts. Unzweifelhaft bezeugt ist in den Quellen die Existenz der Krypta erstmals im Jahr 1079. Sie war kein isolierter Bau oder nachträglich angefügt, sondern ist mit der Abteikirche gemeinsam errichtet worden, sie ist von der Formsprache her nah verwandt mit der Krypta von St. Willibrord zu Echternach. Von drei im 12. Jahrhundert angefügten Kapellen hat sich die südliche erhalten, sie ist 1970 erneuert worden. Saint-Médard selber war eine langgestreckte dreischiffige Basilika mit gewölbten Seitenschiffen. Ihr waren in ihrem östlichen Drittel beidseits flankierende Rechtecktürme angelehnt. Im Westen war dem Langhaus zudem in voller Breite ein Westbau vorgelagert, dem zwei starke Rechtecktürme an beiden Seiten angelehnt waren, so dass der Westbau zu einer weit ausladenden Westfront geriet. Die Krypta erstreckte sich bis unter den östlichen Hauptaltar und misst 30 Meter in der Breite.

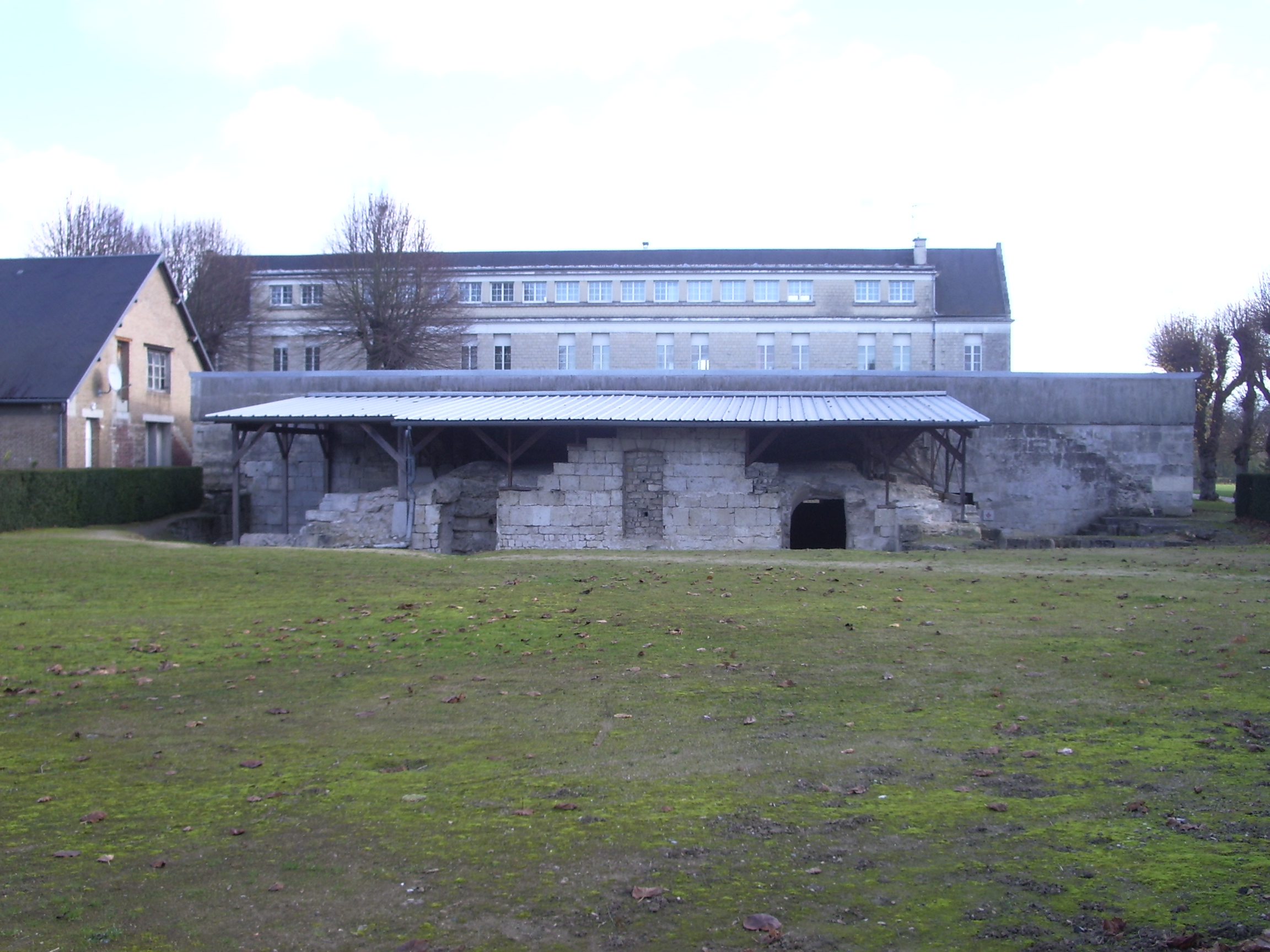
Krypta von Saint-Médard, Blick von Westen
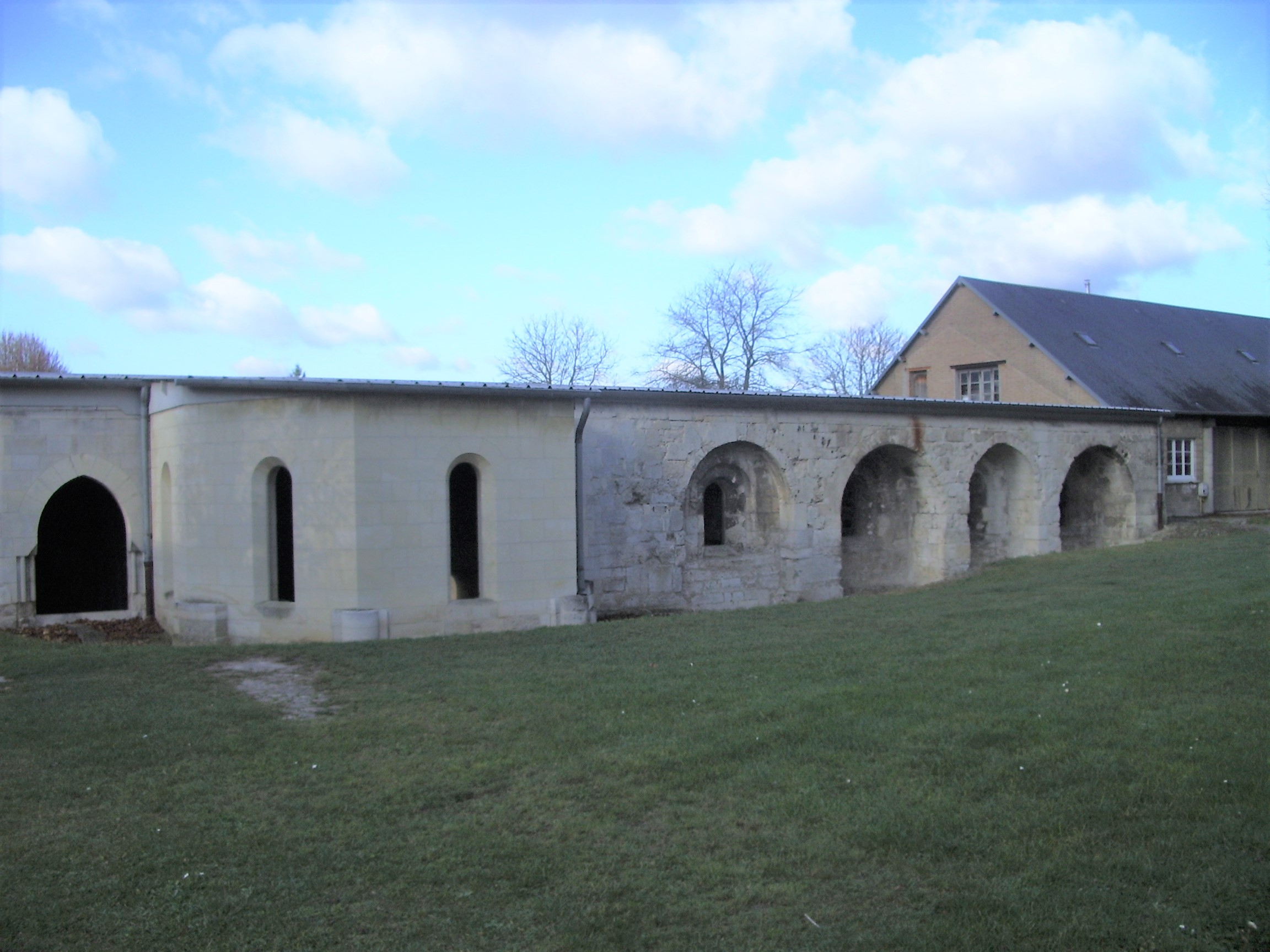
Krypta von Saint-Médard, Blick von Südosten
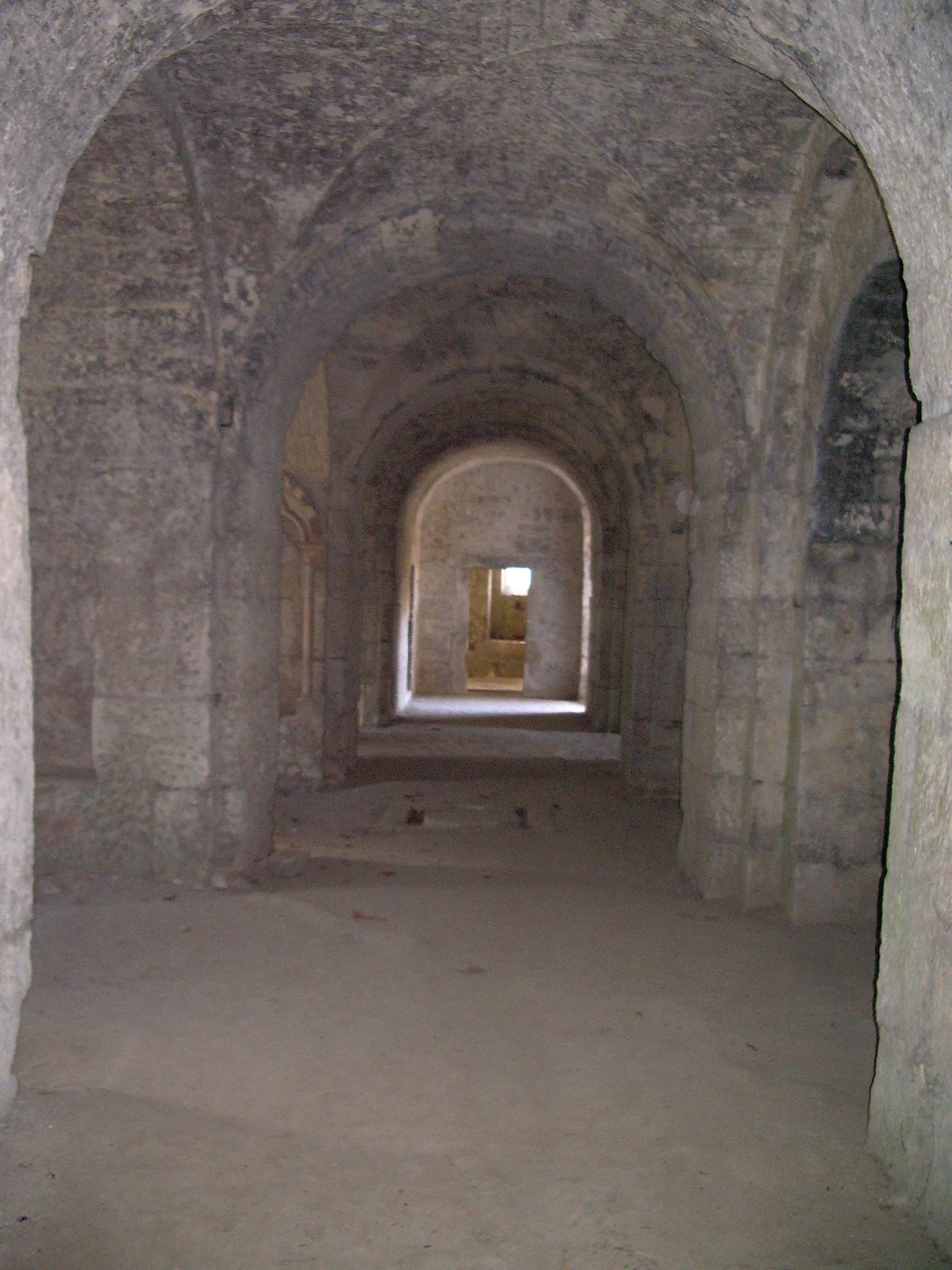
Krypta von Saint-Médard
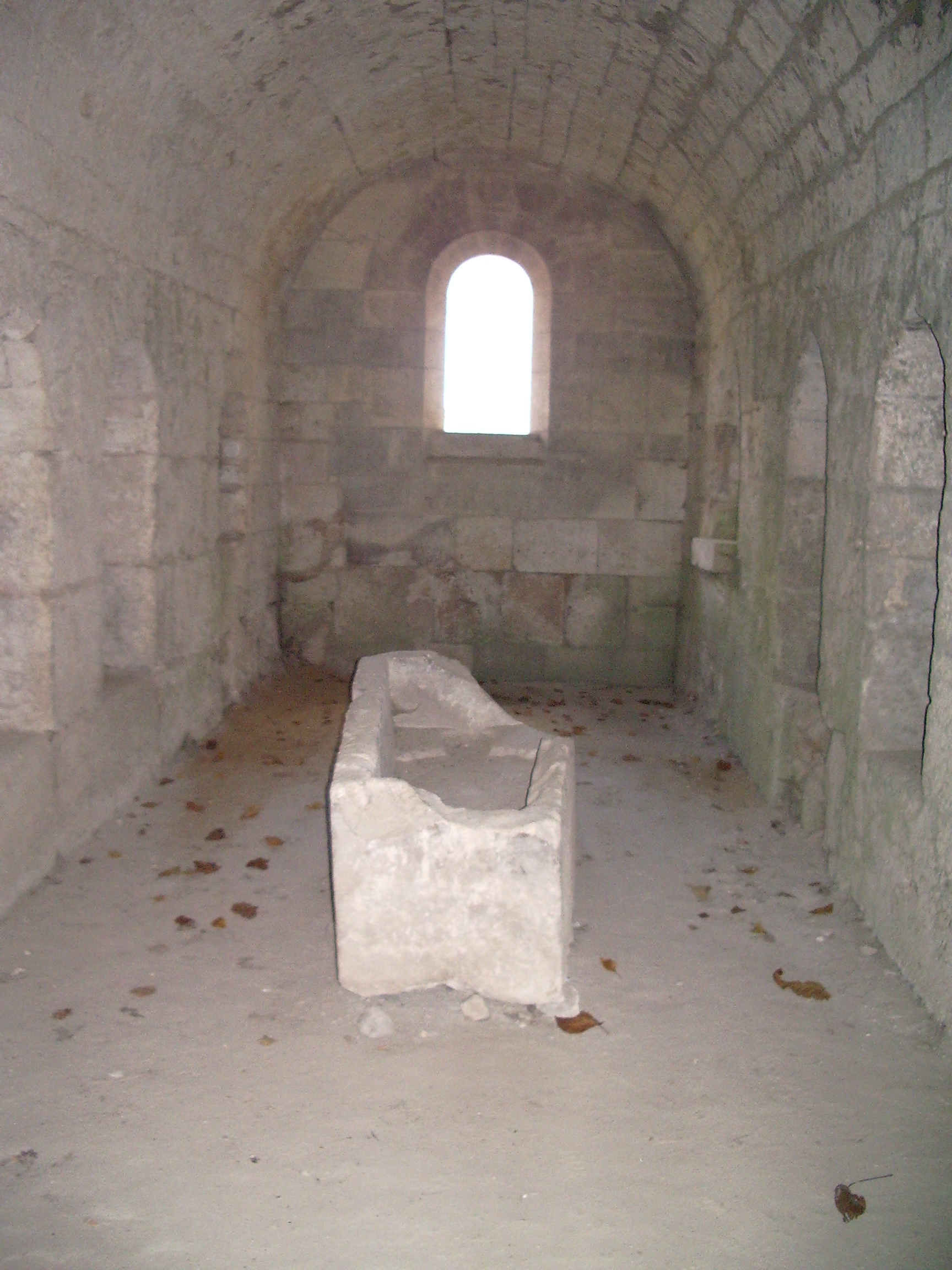
Krypta von Saint-Médard
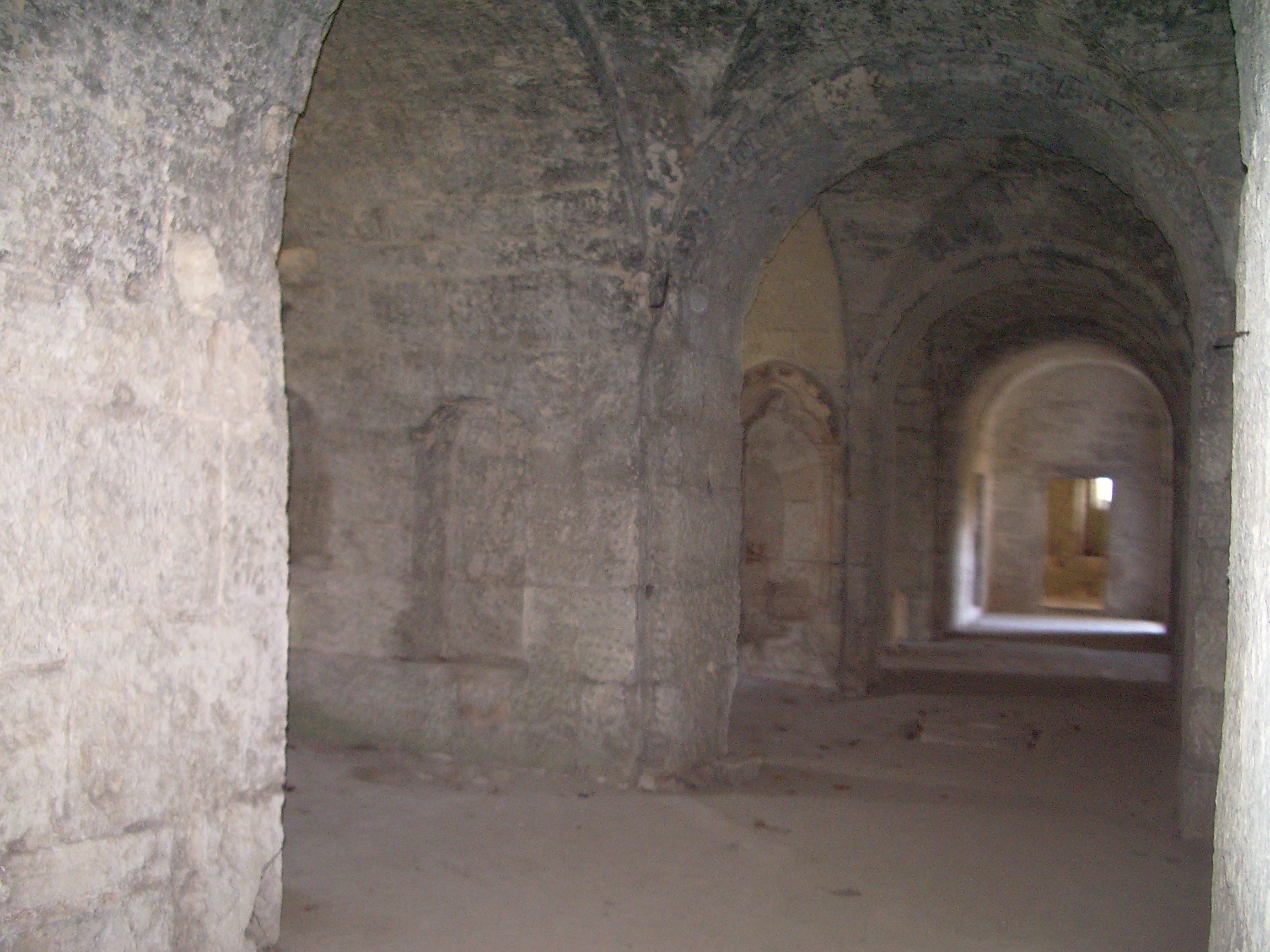
Krypta von Saint-Médard
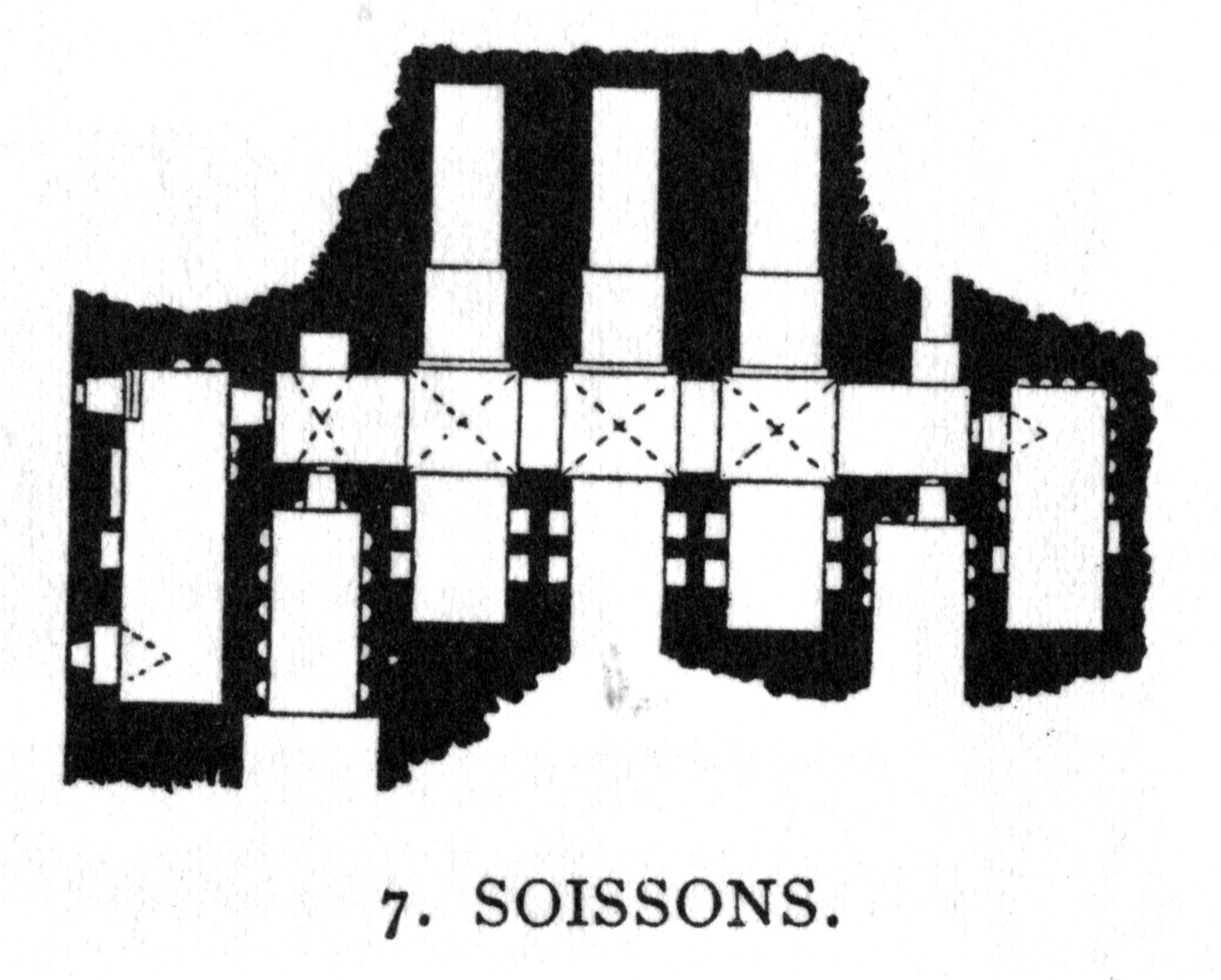
Krypta von Saint-Médard, Grundriss